# Biotechnológia

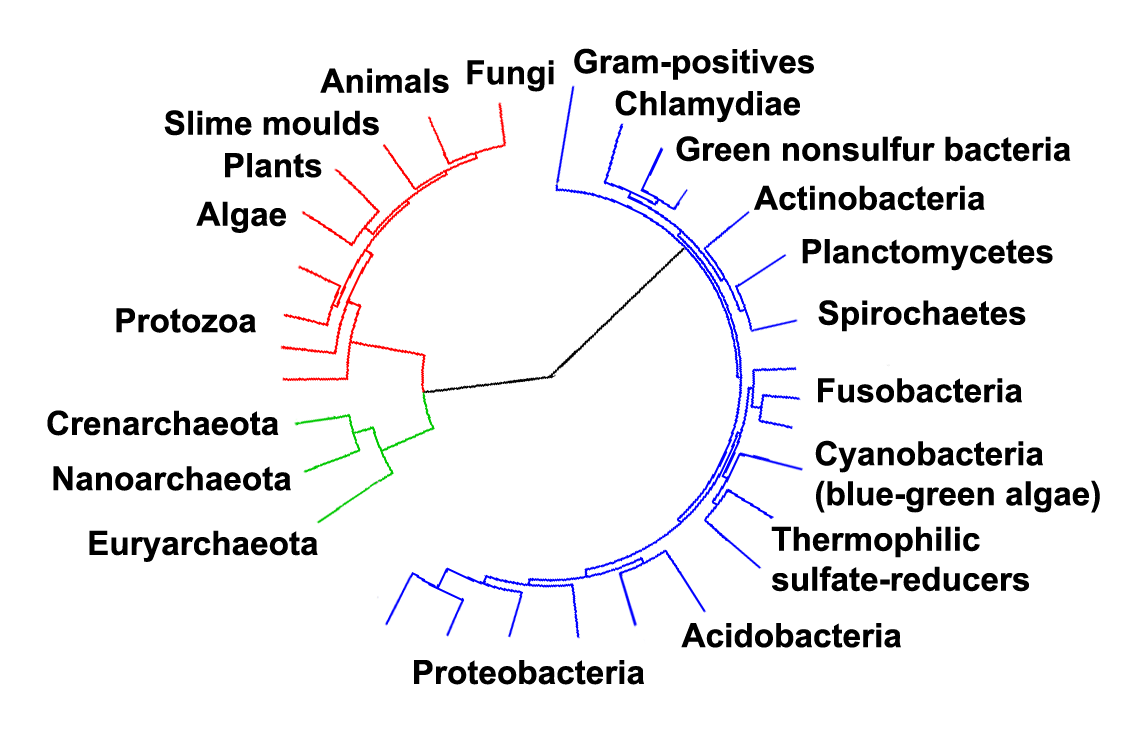
Az élet fájának félautomatikus rekonstrukciója. Interaktív életfa, egy web-alapú eszköz, filogenetikai rekonstrukciója az élőlényeknek.

A biotechnológia (görögül: βίος, BIOS, "élet"; angolul: biotechnology) élőlények segítségével végzett technológia. A biotechnológia a tudomány és technológia alkalmazása élő szervezeteken, azok részein, termékein vagy modelljein azzal a céllal, hogy megváltoztassunk élő vagy élettelen anyagokat tudás, termékek vagy szolgáltatások létrehozásáért.[forrás?] Új tulajdonságokkal rendelkező élőlények vagy sejtek előállítását jelenti, főként molekuláris- és sejtbiológián alapuló technológiák alkalmazásával.

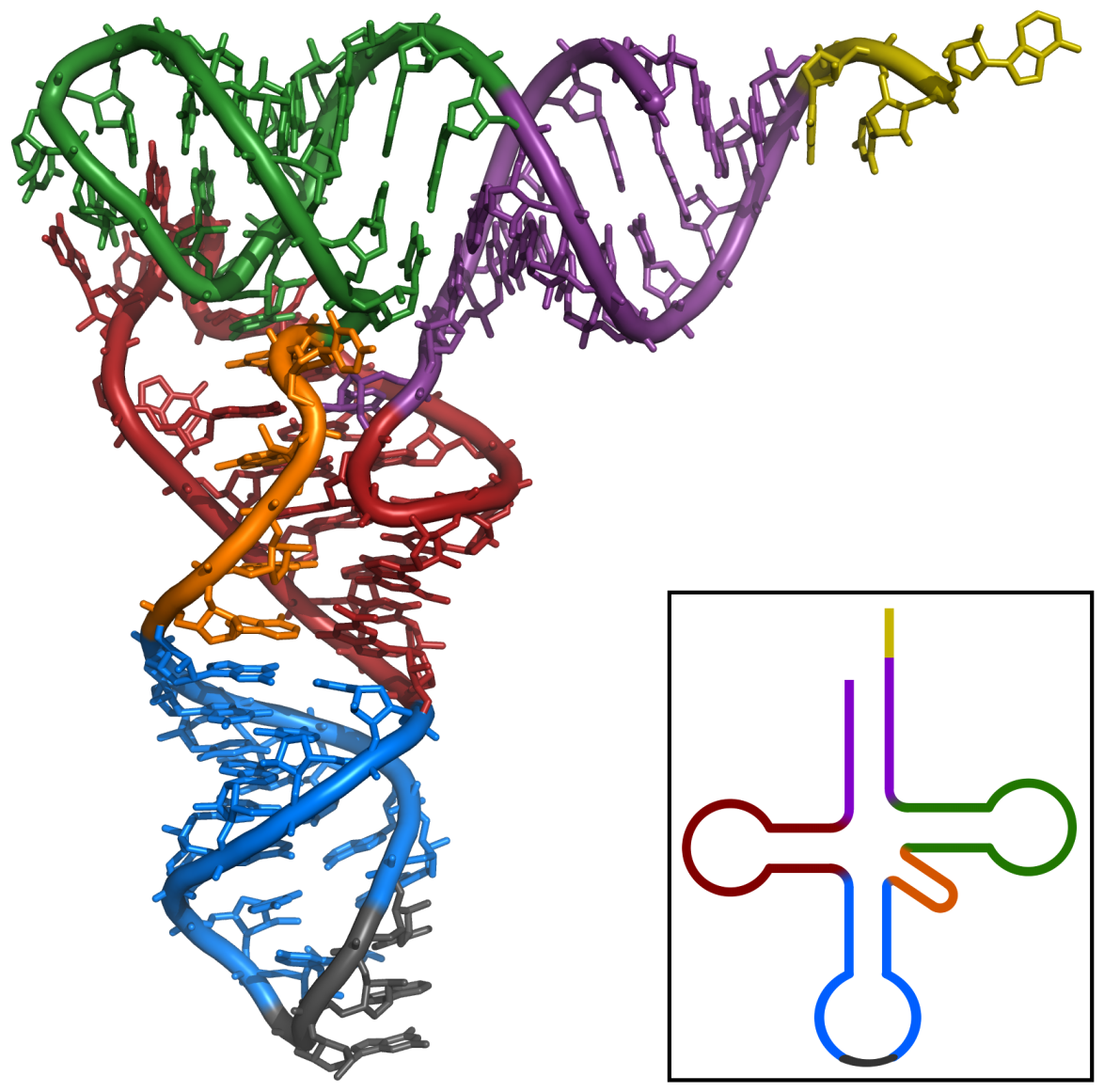
Az élesztőből származó tRNS^{Phe} röntgensugár-struktúrája. A lila: akceptor szár, borpiros: D-loop, kék: antikodon loop, narancs: változó hurok, zöld: TPsiC-loop, sárga: akceptor szár CCA-3 része, szürke: antikodon

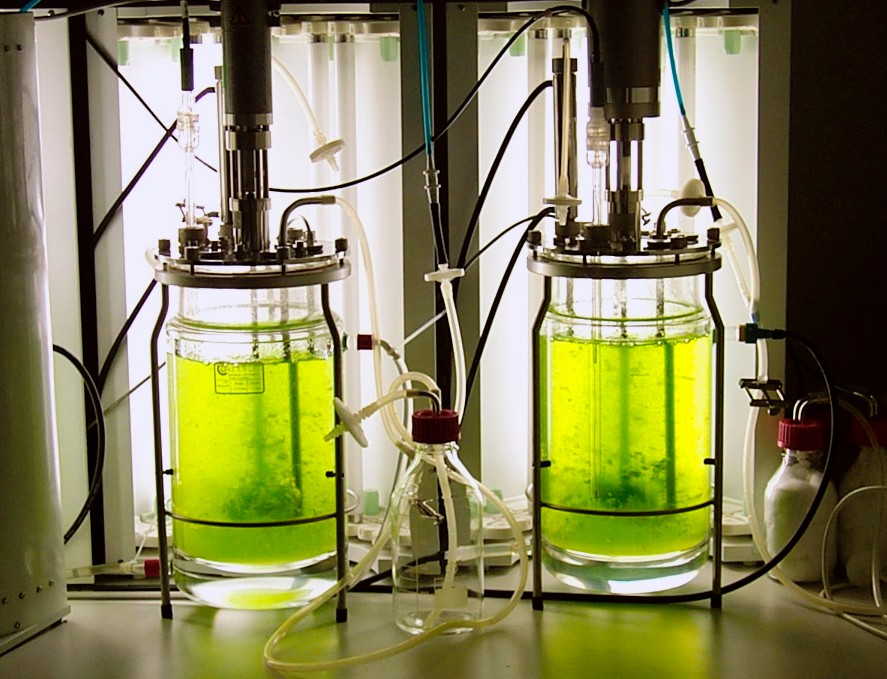
Bioreaktor

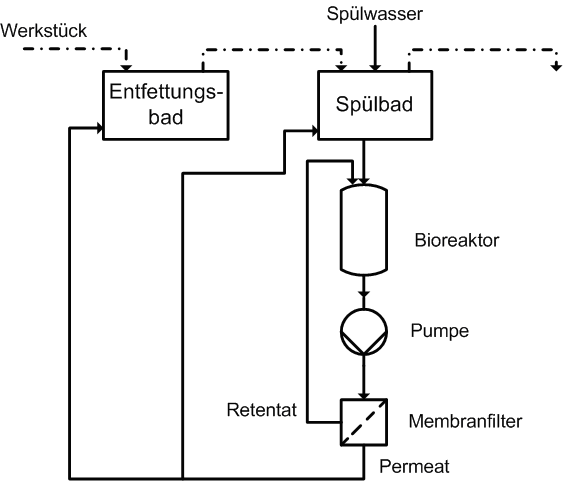
Műszaki elve egy biológiai, forró-zsírtalanítónak

A biokémiának, a mikrobiológiának és a műszaki tudományoknak az integrált felhasználása annak érdekében, hogy mikroorganizmusoknak, tenyésztett sejteknek vagy ezek egyes alkotórészeinek (pl. enzimeknek) valamely képességét ipari termelési célokra alkalmazzuk.

## A biotechnológia fogalma

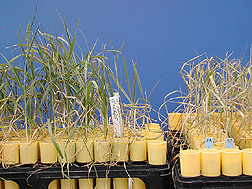
A Yecoro búzafajta (jobbra) érzékeny a sótartalomra, a növények keresztezéséből származó W4910 hibrid fajta (balra), amely nagyobb toleranciájú a magasabb sótartalmú környezettel szemben.

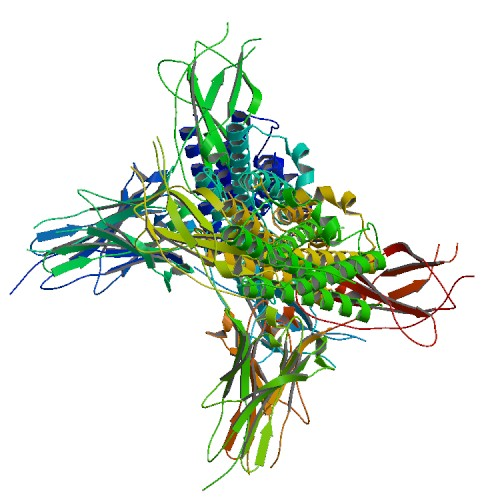
Filgrastim struktúrája. A filgrasztim egy kolónia-stimuláló faktor (G-CSF) analóg, amely fokozza a proliferációját és differenciálódását a granulocitáknak. Az első rekombináns DNS technológiával készült gyógyszerek egyike.

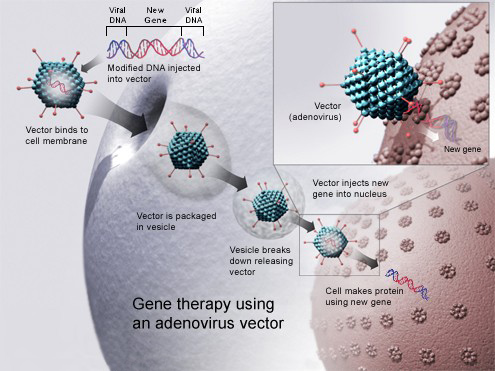
Génterápia adenovírus vektor segítségével. Egy új gént helyezünk egy cellába adenovírus használatával. Ha a kezelés sikeres, az új gén, funkcionális fehérjét használ a betegség kezelésére.

Tágabb értelemben minden, az alap- és alkalmazott biológiai tudományágban használatos technológiát biotechnológiának neveznek. A biotechnológia kifejezés leggyakoribb jelentése szerint a potenciálisan, gyakorlatban (orvosi, mezőgazdaság, ipar) alkalmazható eredményeket produkáló technológiák. A szűkebb értelmezés szerint a biotechnológia fogalmán a kifejezetten profitorientált ipari és mezőgazdasági tevékenységet értik.
A felhasználási cél lehet humán- vagy állategészségügyi, mezőgazdasági vagy ipari. Ugyan a definíció szerint már a sumerek sörfőzését is biotechnológiának tekinthetnénk, ahogy az évezredes növénynemesítést is, azonban a fogalmat precíz értelmében megtestesítő technológia, az ezen alapuló iparág, a rekombináns DNS-technika megjelenésétől datálódik, az 1970-es évek végétől. Az ipar pontos születési dátuma 1983-ra tehető, a humán inzulint rekombináns DNS technikával, baktériumok felhasználásával előállító Genentech megalakulása, tőzsdére vonulásának időpontjára. A transzlációs medicina és biotechnológia paradigmaváltást hozott az orvostudományban. Paradigmaváltás a gyógyításban, amely magában foglalja az ember biológiájának mélyebb megismerését és a gyógyítást is. A gyógyításban elsőként a molekuláris diagnosztikában várható áttörés, mely a különféle betegségek kimutatását és előrejelzését jelenti. A terápiában a személyre szabott gyógyítás (personalized medicine: orvosi genomika, farmakogenomika, nutrigenomika) megteremtése az elérendő cél.
A személyre szabott gyógyítás egyrészt a hagyományos gyógyszer egyénekre összeállított kombinációit jelenti (a molekuláris diagnosztikai vizsgálatok alapján); másrészt, új egyénspecifikus gyógymódok (pl. génterápia, tumorterápia, antitest-terápia, őssejtterápia) bevezetését foglalják magukba. A jövő orvostudományában a betegségek megelőzése (prevenció) nagyobb fontossággal bír majd. Az egyén genomjának ismerete alapján valószínűsíteni lehet a betegségeket, ami lehetővé teszi a megfelelő életmód kialakítását és a gyakori, célzott orvosi vizsgálatok végzését. A Föld populációja ma 7 milliárd. A betegségek eloszlása a korábbi évszázadokban túlnyomó fertőző betegségekről a krónikus betegségek (asztma, diabétesz, szív- és érrendszeri betegségek, rák) felé mozdul el. A biotechnológia a vegyészmérnöki, biokémiai, mikrobiológiai és műszaki módszerek felhasználása piacképes termékek létrehozása érdekében, de a cél lehet a káros anyag átalakítása vagy a környezet megtisztítása is. A biotechnológia magába foglalja a géntechnológiát is, amikor élőlények genetikai anyagának megváltoztatásával végzett biotechnológiát (génklónozás: GMO, TO) végzünk.
"A hús,- zsír- és tejtermelés akkor fog a kor színvonalára emelkedni, ha olyan mértékben fogja alkalmazni a biokémiát, mint ahogy pl. az elektrotechnikai nagyipar felhasználja az elméleti fizikának alaptételeit; s mivel általában a termelésben a természettudományok alkalmazását a technológia tanítja, a mezőgazdasági élelmiszertermelés tudományát biotechnológiának nevezhetjük az alábbi megfontolás alapján." (Ereky Károly, 1919.)

## A biotechnológia története

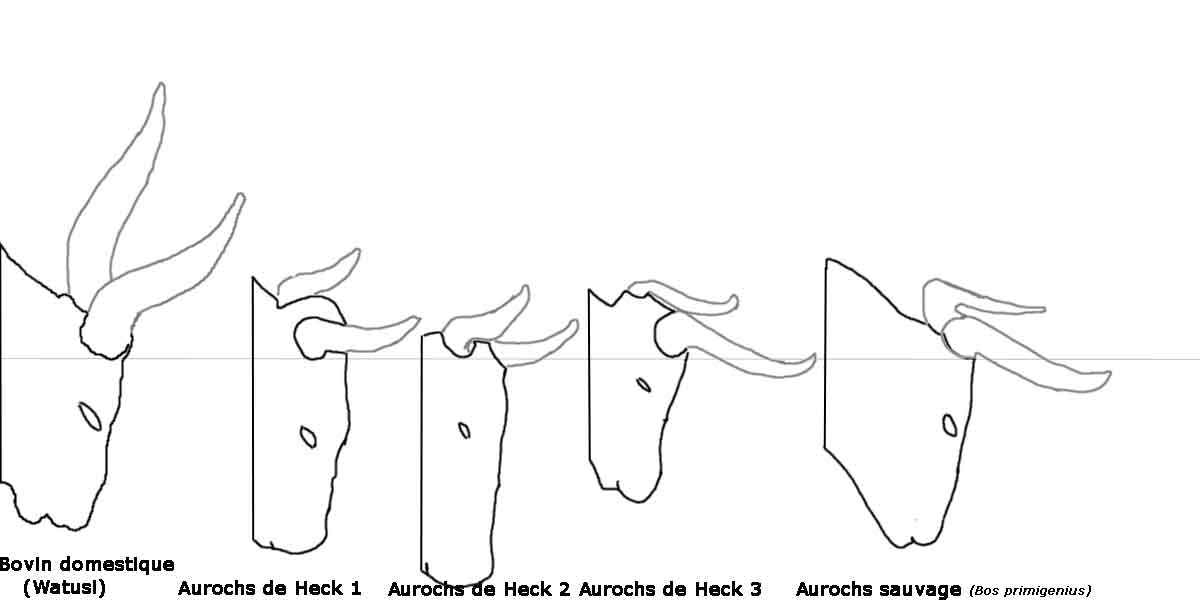
Watusi szarvak (háziasított szarvasmarha), 3 szarvasmarha és egy igazi bölény (Bos primigenius)

Dolly klónozása

## A biotechnológia részterületei

### Klasszikus és modern biotechnológia

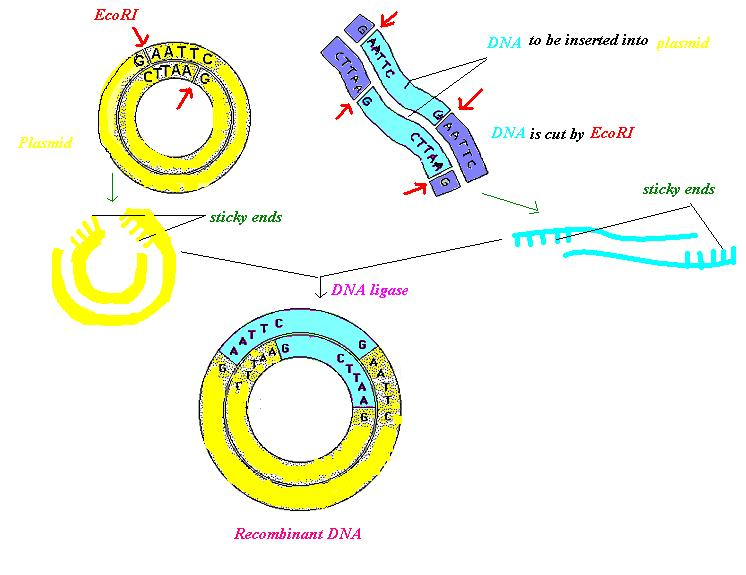
Rekombináns DNS

A klasszikus biotechnológia körébe tartoznak az olyan eljárások, mint a fermentáció és a klasszikus nemesítés.
Modern biotechnológia a géntechnológia, amikor egy gént egy élőlényből kiemelünk és átültetjük egy másikba.

### Témakör szerinti felosztás
A biotechnológia témakörei a klónozás, a környezeti biotechnológia, a gyógyszerbiotechnológia, a rekombináns fehérjék előállítása, a genetikailag módosított élőlények előállítása, az őssejttechnológia, a génterápia és a tumorterápia.

### Genetikai manipulációt alkalmazó vagy nem alkalmazó technológiák
A géntechnológia olyan eszközrendszer, amellyel megváltoztatjuk a genetikai anyagot. Rekombináns géntechnológiáról pedig akkor beszélünk, ha genetikai változtatás célja egy új tulajdonságokkal rendelkező fehérje, sejt vagy élőlény létrehozása. A rekombináns géntechnológia szembeállítható a genomikával, amely nem a genetikai anyag megváltoztatásával, hanem a szerkezetének és működésének a tanulmányozásával foglalkozik. Orvosi hasonlattal élve, a rekombináns géntechnológia a „sebészeti” megközelítéshez hasonlít, a genomika pedig a diagnosztikához sorolható (a genomikát analitikus biotechnológiának is nevezik). Ide olyan fogalmak tartoznak, mint a transzgénikus és knockout élőlények, a rekombináns fehérjék, a hagyományos őssejt technológia, az új őssejt technikák, a nagy teljesítményű mikrochipek, microarray-ek, affymetrix, protein-chipek, az élő vakcinák, a génterápia és az immunterápia.
Genetikai manipulációt nem alkalmazó technológiák az ipari fermentáció, az élőlények klónozása és az antitestek.

### A legfontosabb biotechnológiai tudományterületek, ill. technikák alkalmazás szerint

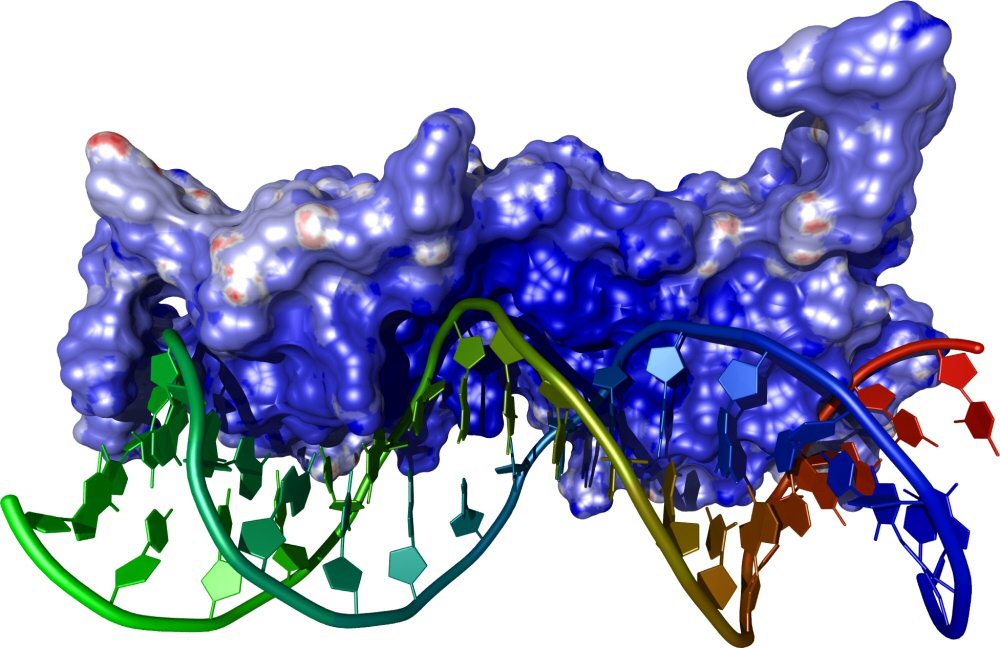
Glükokortikoid-receptor számítógépes térbeli szerkezete térinformatikai rendszerrel történő megjelenítéssel

A molekuláris biotechnológia témakörei az olyan géntechnikák (DNS és RNS), mint a genomika, farmakogenomika, genetikai módosítás, génterápia és vírusvektorok, valamint az olyan fehérjetechnikák, mint a proteomika és immunológia.
A sejt- és szöveti biotechnológia körébe tartoznak a sejt- és szövetkultúrák, a szövetépítés és az embriómanipuláció.
Az anyagfeldolgozási biotechnológia témája a bioreaktoros fermentáció, biológiai kinyerés, biofiltráció és bioremediáció.
A nanobiotechnológia a nano/mikrogyártási módszerek felhasználása a biotechnológia alkalmazási területein.

### Alkalmazási terület, alszektorok szerint
A biotechnológia nem egy szűk, jól definiálható szakterület, hanem számos tudományágat átfogó diszciplína. Az alkalmazási területek szerinti csoportosítás esetén didaktikai céllal az egyes területeket színkódokkal látták el.
A biotechnológia egyes alkalmazási területeinek csoportosítása színkódokkal:
| Piros | Zöld | Fehér                                                   | Kék                                       | Bioinformatika                                                      |
| --- | --- | ------------------------------------------------------- | ----------------------------------------- | ------------------------------------------------------------------- |
| védőoltások rekombináns vakcinák molekuláris diagnosztika és „omikák” biológiai terápiák kutatási technológiák és szolgáltatások | növény-, növénytermesztési biotechnológia állattenyésztési biotechnológia élelmiszeripari biotechnológia | bioalapú termékek biofinomítás bioenergia bioremediáció | szennyvíztisztítás tengeri biotechnológia | bioinformatika biokémiai informatika egyéb informatikai támogatások |

#### Piros biotechnológia

Etanercept, TNF-alfa inhibíitor

Piros biotechnológia a humán egészségügyi biotechnológia. Humán gyógyszerek, terápiák előállítása a biotechnológia eszközeivel. Az 1990-es évektől rohamosan nő a biotechnológia térhódítása a gyógyszeriparban, bár a gyógyszergyárak tőkeerejével, méreteivel nehezen veszi fel a versenyt egy biotechnológián alapuló cég, ezért kollaboráció, sajátos szimbiózis jelenik meg a két ipar között. A biotech cégek gyógyszer-terápiás terveiket, technikáit eladják a gyógyszeripari cégeknek, melyek kellő tőkével és idővel rendelkeznek az adott gyógyszernek a hosszadalmas engedélyeztetési procedúrán történő keresztülviteléhez.

##### Molekuláris diagnosztika és „omikák”
Molekuláris diagnosztika és „omikák” a genomika, farmakogenomika, proteomika, nutrigenomika, metabolomika, DNS/RNS tesztek, immunesszék, biocsipek, DNS hibridizáció (Southern blott), polimeráz-láncreakció, szekvenálás, ELISA-fehérje (Ensime Linked Immuno Sorbent Assay).

##### Biotechnológiai terápiák
Biotechnológiai terápiáknak vagy prevenciós eszközöknek tekinthetjük a biológiai terápiákat, a biológiai gyógyszereket és biohasonló gyógyszereket, a monoklonális antitesteket („mAB”), a rekombináns fehérje alapú gyógyszereket, a génterápiát, az őssejtterápiát és a szöveti terápiát. Védőoltások, rekombináns vakcinák az ISCOM vakcinák és az alegységvakcinák.
Globális top 5 biológiai gyógyszer 2010-ben:
| Név                   | Vállalat                                           | Globális forgalom (mrd USD)‡ | Hazai forgalom (mrd Ft, 2011 MAT8) | Klinikai indikációk                                             |
| --------------------- | -------------------------------------------------- | ---------------------------- | ---------------------------------- | --------------------------------------------------------------- |
| Enbrel (etanercept)   | Amgen, Wyeth, Takeda                               | 7.29                         | 3,990                              | Reumatoid artritisz, pszoriázis, juvenilis idiopátiás artritisz |
| Avastin (bevacizumab) | Genentech, Roche, Chugai                           | 6.97                         | 6,092                              | kolorektális, emlő-, tüdő-, veserák, glioblasztóma              |
| Rituxan (rituximab)   | Genentech, Roche, Chugai                           | 6,86                         | 4,158                              | nem-Hodgkin limfóma és reumatoid artritisz                      |
| Humira (adalimumab)   | Abbott, Eisai                                      | 6,55                         | 5,180                              | Reumatoid artritisz, pszoriázis, Crohn-betegség                 |
| Remicade (infliximab) | Centocor (J&J), Schering Plough, Mitsubishi Tanabe | 6.52                         | 5,993                              | Reumatoid artritisz, pszoriázis                                 |
‡: A C5 aktivációt gátló Eculizumab (humanizált egér anti-C5 Ab), a világ legdrágább gyógyszere, 409.500 $/év.

##### Gyógyszer-biotechnológia
Kutatási technológiák és szolgáltatások a hatóanyag-bejuttatás, a gyógyszerek optimalizálása vagy karakterizálása, a biológiai szűrés és validálás, a bioesszé-fejlesztés, a gyógyszertesztelés transzgenikus állatmodelleken, sejtvonalakon, sejtmembránokkal, a racionális hatóanyag tervezés és a molekulárisan célzott gyógyszerek, a hatóanyag bejuttatásban alkalmazott pl. az antitestek, a vírus vagy sejt alapú rendszerek.

##### Növényi, növénytermesztési biotechnológia
A növények, növényi sejtorganellumok genetikai programjának megváltoztatását és az így kialakított új képességeik technológiai felhasználását jelenti.

###### Mikroszaporítás
A reprodukciós (szaporodási) biotechnológia szövet és szervszintű szaporítási módszer, amelynek során növények különböző vegetatív (testi) szerveinek, szöveteinek és sejtjeinek tenyésztését jelenti steril kontrollált körülmények között (klónozás), mikroszaporítási sejt- és szövettenyésztési technikákkal.

###### Genetikai módosítás
A genotípus módosítása- génsebészet, szomatikus hibridizáció, mutagenezis és szomaklonális variánsok, sejtkultúrák → módosított sejt vagy sejt- és szervkultúrák tömegtenyésztésben → módosított növény. (Genetikai módosítás: A bejuttatott gén beépül a gazdaszervezet vagy sejt szerv genomjába, működik, fehérjét termel, és öröklődik.) Egy genotípus rögzítése vagy sokszorozása: hibridizáció, szomatikus embriogenezis, mikroszaporítás, sejtkultúrák → módosított sejt vagy sejt- és szervkultúrák tömegtenyésztésben → módosított növény.

#### Sárga biotechnológia
A sárga biotechnológia az élelmiszeripari és táplálkozástudományi biotechnológia.

#### Szürke biotechnológia
Szürke biotechnológia a klasszikus fermentációs technológia. A modern fermentációs biotechnológiai eljárások céljai és lehetőségei a termékek csoportosítása szerint: sejttömegtermelés – pékélesztő, SCP; sejtalkotók előállítása – intracelluláris enzimek, nukleinsavak, poliszaharidok, rDNS termékek; metabolittermelés – primér metabolit: etanol, tejsav... szekunder metabolit: antibiotikumok; szubsztrát-konverzió: glükóz → fruktóz, penicillin → 6-NH2-penicillánsav; multiszubsztrát-konverzió: biológiai szennyvíztisztítás.

##### Mikroorganizmusok biotechnológiai alkalmazása
Biotechnológiai fermentációs eljárásokra alkalmasak azok a baktériumok, gombák, algák, amelyek anyagcseréjük intenzív, aerobok vagy anaerobok, és ideális körülmények között szaporodásuk gyors. A baktériumok osztódással szaporodnak (20-30 perc) fermentáció szempontjából jelentős baktériumok: ecetsav-baktériumok, bélbaktériumok, tejsavbaktériumok, sugárgombák. A penészgombák (tömlőspenészek, Penicillium fajok) szerves tápanyagon összefüggő bevonatot képezve, aerob életműködésüknek köszönhetően szaporodnak. Savanyú kémhatást kedvelnek, jellemző rájuk, hogy enzimtermelők (amiláz, penicillin, citromsav, sajtgyártás). Az élesztők egysejtűek, nem képeznek gombafonalakat, sarjadzással szaporodnak, gyengén savas tápoldatot kedvelnek (sör és szeszgyártás, borászat, kefirkészítés, laktázenzim).

###### Mikrooorganizmusok ipari célokra
Mikrooorganizmusokat ipari célokra használ a keményítő konverzió (szeszipar, folyékony cukor), a poliszacharidok előállítása (alginát: azotobacter vinelandii, lerán: zymomonas mobilis, xanthan: xanthomonas campestris, stabilizálószerek), az alkohol előállítása (cukor-, keményítő-, cellulóz-alapon, saccharomyces cerevisiae, candida pseudotropicalis, zymomonas mobilis) és az enzimek előállítása (proteolitikus, hidrolitikus enzimek, glükóz izomeráz, amiláz stb.).

###### Mikroorganizmusok orvosi célokra
Orvosi célú alkalmazás az antibiotikumok előállítása (penicillin: penicillium chrysogenum, streptomycin: streptomyces grizeus, peptid antibiotikumok: bacitracin, gramicidin, nisin stb.), a rákellenes hatóanyagok készítése (actinomycin, mitomycin, chromomycin, l-asparaginase stb. főleg Streptomycesek), a szteroid átalakítások (Progesteron ® 11-a hidroxiprogesteron aspergillus ochraceus cortison, prednisolon, testosteron) és a rekombináns DNS-technika (inzulin, növekedési hormon, serum albumin).

###### Mikrooorganizmusok élelmiszeripari célokra
Élelmiszeripari alkalmazás az erjedésiparok (sör, bor, alkohol saccharomyces cerevisiae), a starterkultúrák (tejipar, húsipar, borászat), a biomassza (takarmányélesztő, pékélesztő s. Cerevisiae scp methylophilus methylotrophus), az aminosavak (glutaminsav, fenilalanin, lisin, triptofán), a szerves savak (ecetsav, tejsav, propionsav, citromsav) területe.

#### Fehér biotechnológia

Anyag-spektrometriai protokoll

Fehér biotechnológia az ipari-környezetvédelmi biotechnológia. Biotechnológiai módszerek felhasználása a hagyományos műanyag, textil stb. ipar termékeivel azonos értékű, de alternatív, környezetkímélőbb vagy teljesen környezetbarát technológiák által. Bár a biotechnológia alapjai több ezer éves múltra tekintenek vissza (sör,- bor,- sajtgyártás), az újkori biotechnológia még ﬁatalnak tekinthető (néhány évtizedes) szemben a több mint százéves kőolaj alapú szerves kémiai eljárásokkal. Ennek köszönhetően még számos területen az alaposan optimált és hosszú ideje felhasznált vegyipari eljárások olcsóbbak a jelenleg ismert biotechnológiai vetélytársuknál. A fehér biotechnológia előnyei azonban egyes prognózisok szerint (McKinsey&Company) lehetővé teszik már rövid távon, hogy átvegye a vezető szerepet: 2010 óta a ﬁnomkémiai ágazat termékeinek 60%-át biotechnológiai úton állítják elő. Ehhez azonban szükséges, hogy a nyersanyagok ára versenyképes maradjon, illetve politikai, gazdasági és társadalmi támogatásra is szükség van, valamint a folyamatok fejlesztése, optimalizálása sem lezárt még. A fehér biotechnológia elterjedésének hajtóereje többrétű, hiszen kőolaj független, megújuló nyersanyagot használ, CO2 semleges, valamint energia és nyersanyagtakarékos. Ezeknek köszönhetően, ha a fenntartható fejlődés résztvevői egy kooperáló és önerősítő ciklusban együttműködnek, akkor a fehér-biotechnológia új állásokat jelenthet, miközben csökkenti a környezeti hatást, és proﬁtot is termel. Megjelenési területe változatos, például, ma már a mosóporok biotechnológiai úton előállított enzimeket tartalmaznak, melyeknek köszönhetően alacsonyabb hőfokon (30 °C) azonos hatékonyságú háztartási mosás végezhető.

##### Hazai helyzet
- Aminosavak

Az L-treonin esszenciális aminosav, alkalmazása nélkül nem valósítható meg sertés és baromfihús gazdaságos, versenyképes előállítása. A takarmányozásban alkalmazott esszenciális aminosavak alkalmazása nemcsak gazdasági előnyökkel jár, hanem a nagyüzemi hústermelés környezeti terhelése is minimalizálható segítségükkel. Az esszenciális aminosavak alkalmazásával a ráfordított takarmány.
- Szerves savak

Ez egy gabonabázisú tejsav-platformon alapuló bioﬁnomító technológia fejlesztése, amelynek során sikerült az optimált laboratóriumi tápközegen elérhető eredményeket ipari tápközegen is elérni. A technológia intenziﬁkálása érdekében folytatott kísérleteinket új törzsek (termotoleráns) és technológiai megoldások (pl. direkt keményítő fermentáció) kiválasztására jelenleg is folytatják.
- Glicerin

A biodízel melléktermék glicerin enzimes hasznosításának kidolgozása, amelynek során sikerült laboratóriumi léptékben megvalósítani egy koenzimregeneráló membrán-bioreaktoros eljárást, amely a glicerinből egyidejűleg 1,3-dihidroxiacetont és 1,3-propándiolt állít elő (akár a jelenlegi előállításokkal versenyképesen is).

#### Kék biotechnológia
Kék biotechnológia a vízi és tengeri tudományterületeken való alkalmazásokat foglalja magában. Ilyen pl. a szennyvíztisztítás. Az élőgép egy olyan szennyvíztisztító módszer, amely az adott területen 2-3000 élő szervezet, köztük növények, metabolikus folyamatait kihasználva fokozza a hagyományos szennyvíztisztító berendezés hatékonyságát azáltal, hogy ezek a szervezetek kiválasztják és semlegesítik a mérgező anyagokat. A technológia felhasználási lehetősége meglévő ipari, kommunális, illetve fertőtlenítési eljárások kiváltásában van.

#### Arany biotechnológia

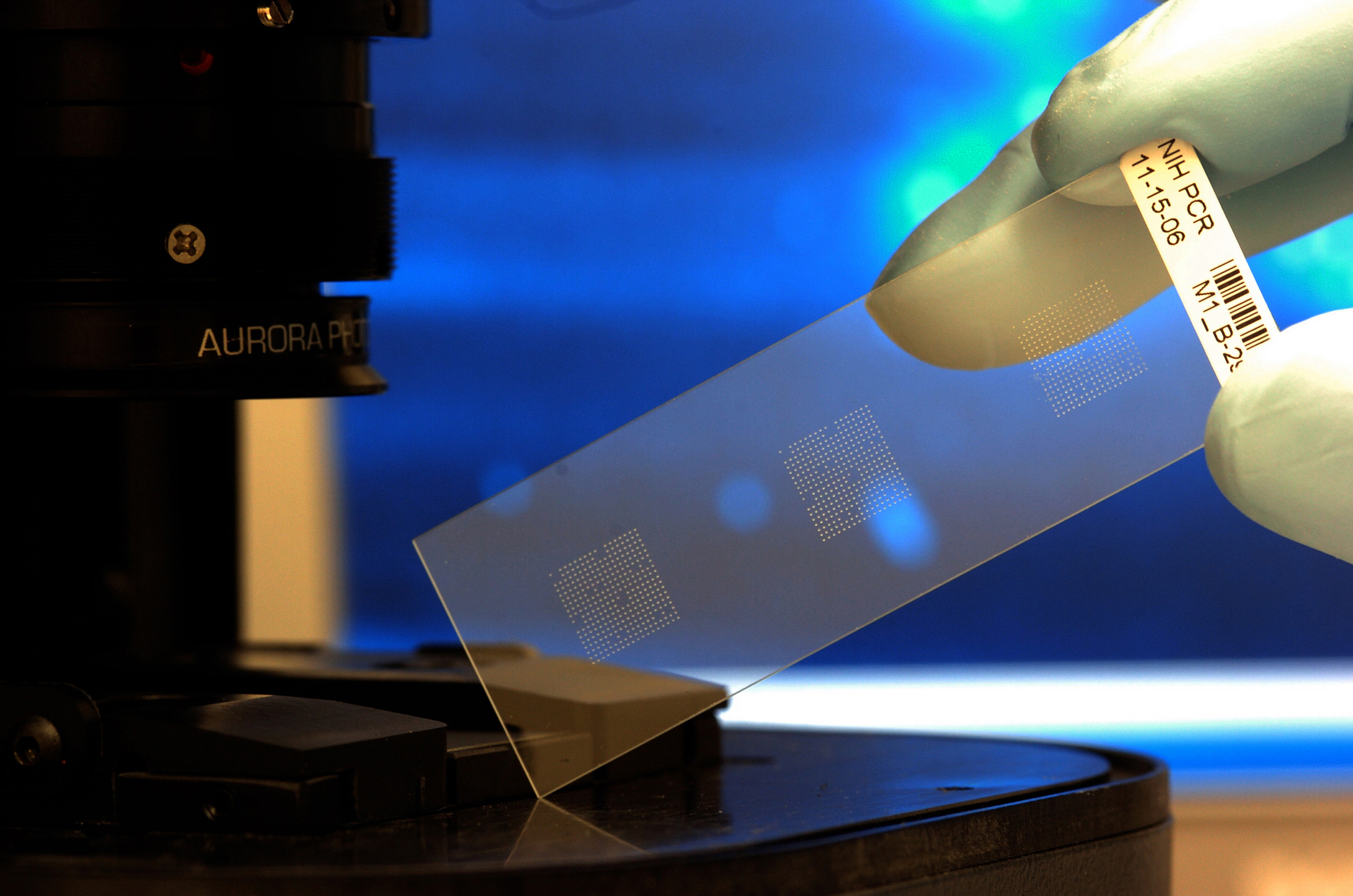
Biocsip

Az arany biotechnológia a bioinformatika fogalmát foglalja magában.

#### Barna biotechnológia
Barna biotechnológia a száraz, sivatagi életkörülményekkel kapcsolatos biotechnológiai alkalmazások.

#### Fekete biotechnológia
Fekete biotechnológia a bioterrorizmus és a biofegyverek biotechnológiája.

#### Bíbor biotechnológia
A bíbor biotechnológia a szabadalom, a publikálás és az újítás biotechnológiai vonatkozásait foglalja magába.

## A biotechnológia kapcsolata más tudományágakkal

### A biotechnológia fogalmának komplexitása
Piacra került az első, növényekben készült gyógyszer 2012-ben. Az Amerikai Egyesült Államok Élelmiszer- és Gyógyszerhatósága (US FDA) jóváhagyott egy genetikailag módosított növényi sejtben előállított gyógyszert. A hírt ünneplők között ott vannak a „biopharming” koncepcióját támogató tudósok is. Az Elelyso elnevezésű gyógyszer (taligluceráz alfa) enyhíti a Gaucher-kórban szenvedő betegek tüneteit. Ez a ritka lizoszomális tárolási rendellenesség különféle problémákat okoz, a csontfertőzésektől kezdve a vérszegénységig. A Protalix Biotherapeutics izraeli biotechnológiai vállalat tudósai módszert dolgoztak ki a beteg emberekből hiányzó enzim sárgarépasejtekben való előállítására: az enzimet kódoló gént beültették a sárgarépasejtekbe. A klinikai vizsgálatok során megállapították, hogy az e forrásból származó enzimmel (taligluceráz alfa) kezelt betegek állapota legalább olyan jó, mint azoké, akik egy másik, a gyógyszerpiacon kapható enzimpótló készítményt, a Cerezyme-et kapják. a fenti tudományos eredmény a biotechnológia komplexitására jó példa, ahol a növény genetika, gyógyszeripar, az orvostudomány komplexen jelenik meg. A biotechnológia a tudományok komplexitásának megtestesítője, ahol a biológia, a biokémia, a kémia, a biomérnök, a fizika, a műszaki tudományok, a vegyészet, az informatika rendszere egységes egészként jelenik meg.

### Biotechnika és biotechnológia
- biotechnika: technikai eszközök alkalmazása az élettudományokban
- biotechnológia: a mikrobiológia és biokémia alkalmazásorientált tudománya (1976)

### Géntechnológián alapuló és nem-genetikai alapú technológiák
- géntechnológiák: élőlények genetikai anyagának megváltoztatásával végzett technológia. Egy gént egy élőlényből kiemelünk és átültetjük egy másikba.

1. Mikroorganizmusok: a. saját: pl. bakteriális inzulin, b. kevert alkalmazás
2. Növényi: peszticid-rezisztencia, fagyállóság, eltarthatóság stb.
3. Állati: nagyobb testtömeg-gyarapodás (STH génbevitel), termékenységfokozás, rezisztencia stb.

- érintetlen genomú biotechnológia: élőlények segítségével végzett technológia; fermentáció, klasszikus növénynemesítés.

1. Mikroorganizmusokkal: pl. söripar, kenyérgyártás, tejipar, környezetvédelem stb.
2. Növénynemesítés: vegetatív szaporítási módok, szövettenyésztés
3. Állattenyésztési biotechnológia: AI, szuperovuláció, ET, IVF, embrióklónozás, embriófelezés, sejtmagtranszplantáció, kiméra-előállítás, embrionális ivarmeghatározás
4. Humán: ET, IVF

### Hagyományos gyógyszeripar és gyógyszer-biotechnológia
- hagyományos gyógyszeripar: kisebb molekulatömeg, kémiai alapú hatóanyagok, gyors, kémiai szintézissel, vegyész, gyógyszerész végzi az előállítást. Aspirin 180 Dalton tömegű, olcsóbbak.
- gyógyszer-biotechnológia: Fehérje vagy DNS-alapú, nagy, fehérje molekulák másolata, biológus, orvos, vegyész, gyógyszerész, biomérnök végzi a gyártást. Monoklonális ellenanyagok, 150 000 Dalton, drágábbak. Forradalmasította a gyógyszeres terápiát, kiemelkedő hatékonyságúak és jobb mellékhatásprofil jellemzi őket.

### Internetes oldalak
- http://biotechnologia.lap.hu
- https://web.archive.org/web/20070323042541/http://zeus.phil-inst.hu/recepcio/htm/6/607.htm
- https://web.archive.org/web/20051101060441/http://www.kerrcenter.com/publications/bio_boon_curse.PDF